# Laura McLeod-Katjirua

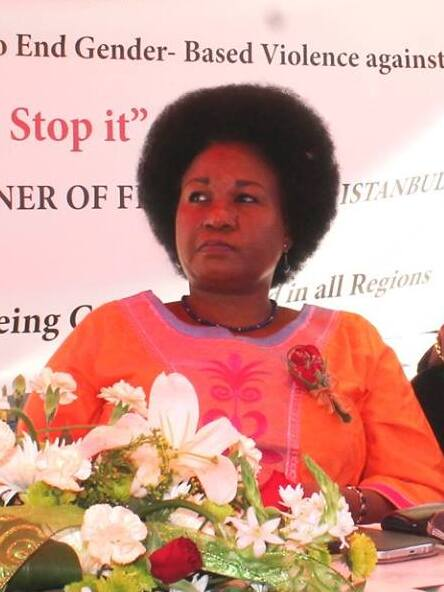
McLeod-Katjirua (2015)

Laura McLeod-Katjirua (* 1960 oder 1961 Südwestafrika) ist eine namibische Politikerin der SWAPO und Regional-Gouverneurin.
Seit 2012 McLeod-Katjirua Gouverneurin der Region Khomas. Bis dahin führte sie seit 2001, als erste Frau überhaupt, die Region Omaheke. Von Dezember 2012 bis 2017 hatte sie als Generalsekretärin die vierthöchste Position in der SWAPO inne.
McLeod-Katjirua sitzt seit dem 2. April 2012 im Aufsichtsrat der namibischen Brauerei Namibia Breweries.

## Lebensweg
McLeod-Katjirua wuchs in Gobabis auf. 1975 ging sie ins Exil nach Sambia und beendete dort ihre Schullaufbahn 1978 im Nyango Education Centre. Sie machte daraufhin bis 1983 eine tertiären Abschluss in öffentlicher Verwaltung am United Nations Institute for Namibia in Lusaka. Anschließend studierte sie von 1983 bis 1985 am National Institute for Public Administration auf Lehramt und schloss dieses mit einem Diplom ab.
McLeod-Katjirua zog es nach Beendigung ihrer Ausbildung nach Angola, Botswana und in die DDR, ehe sie 1989 nach Südwestafrika zurückkehrte. Fortan arbeitete sie als Landwirtschaftstechnikerin.
McLeod-Katjirua hat zwei Kinder.